# 246 a.C.
Il 246 a.C. (CCXLVI a.C. in numeri romani) è un anno  del III secolo a.C.

## Eventi
- 28 gennaio: Egitto tolemaico - Tolomeo III viene incoronato faraone.
- Roma - Il numero dei pretori è aumentato da uno a due.
- Cina - Viene costruito un canale di irrigazione lungo circa cento miglia nella regione che corrisponde alla odierna provincia di Shenxi; esso aumenta notevolmente la produttività agricola dell'area e la potenza militare della dinastia Qin.
- Seleuco II Callinico diventa sovrano dell'impero seleucide.
- Callimaco scrive La chioma di Bernice.

## Morti
- Antioco II, sovrano (n. 286 a.C.)
- Marco Atilio Regolo, politico e militare romano
- Berenice, regina egizia
- Tolomeo II, sovrano egizio (n. 308 a.C.)